# Fondul Român Post Privatizare
Fondul Român Post Privatizare (FRPP) este un fond de investiții din România, administrat de GED Capital Development.
A fost înființat în 1996 în scopul susținerii prin investiții de capital a companiilor privatizate.
BERD și Uniunea Europeană au avut participațiile cele mai consitente la resursele Fondului, care a investit 40 milioane de euro în capitalul a 12 companii, pe parcursul a 11 ani de activitate.
Statul român a participat la investițiile FRPP prin Fundația pentru Post Privatizare.